# طبقات الکبری
طبقات الکبیر یا طبقات الکبری نام کتابی است از محمد بن سعد بن منیع بغدادی که در آغاز سده سوم هجری نوشته شده و از همین رو یکی از کهن‌ترین و اصلی‌ترین منابع پژوهش و مطالعه در بارهٔ زندگی و سیره پیامبر اسلام و یاران او و تاریخ صدر اسلام. در سال ۱۳۷۴ با ترجمه محمود مهدوی دامغانی توسط انتشارات فرهنگ و اندیشه در هشت جلد به چاپ رسیده است.